# Горигледжан, Евгений Алексеевич
Евгений Алексеевич Горигледжан (19 марта 1934, Ленинград, СССР — 26 сентября 2014, Санкт-Петербург, Российская Федерация) — советский и российский инженер-конструктор, генеральный конструктор атомных подводных лодок специального назначения в Центральном конструкторском бюро морской техники «Рубин», лауреат Государственной премии Российской Федерации (1994). Род Горигледжян — из черноморских армян.

## Биография
В 1957 г. окончил Ленинградский кораблестроительный институт по специальности «судостроение и судоремонт». С того же года работал в ЦКБ-18 (ныне ЦКБ МТ «Рубин») конструктором, затем — начальником сектора в 11-м отделе, а с 1966 г. — в группе генеральных конструкторов:
- 1966 г. — заместитель главного конструктора,
- 1987 г. — главный конструктор,
- 1994 г. — генеральный конструктор атомных подводных лодок специального назначения.

В 2001—2002 гг. осуществлял техническое руководство комплексной утилизацией АПЛ «Курск».
Кандидат технических наук, действительный член Санкт-Петербургской инженерной академии.

## Награды и звания
Награждён орденами «За заслуги перед Отечеством» II степени (2008), Трудового Красного Знамени, «Знак Почета».
Лауреат Государственной премии РФ (1994), был удостоен благодарности Президента РФ (2001).

## Память
Океанографическое исследовательское судно «Евгений Горигледжан» проекта 02670, передано в состав Балтийского флота ВМФ России в августе 2023 года.